# Vincent Lunin
Vincent Lunin (* 3. Oktober 1925 in Zürich) ist ein Schweizer Psychologe.
Er studierte Psychologie an der Philosophischen Fakultät I der Universität Zürich.

## Dissertation
Seine Dissertation Kleid und Verkleidung mit dem Untertitel Untersuchungen zum Verkleidungsmotiv unter besonderer Berücksichtigung der altfranzösischen Literatur handelt von Travestie und umfasst 124 Seiten. Erschienen ist sie 1954 als Band 7 der Reihe Studiorum Romanicorum collectio Turicensis, herausgegeben von Theophil Spoerri und R. R. Bezzola.
Inhalte sind:
- I. Kapitel: Ueber die allgemeine Bedeutung der Verkleidung: I. Die Problemstellung, II. Kleid und Umwelt, III. Zur ikonographischen und literarischen Travestie, IV. Die psychologische Fragestellung.
- II. Kapitel: Die literarische Bedeutung des Motivs: I. Die Verkleidung und das Wesen der Dichtung, II. Die Definition des Verkleidungsmotive, III. Die verwandten Motive, IV. Die Verkleidung und die Begegnung, V. Die Verkleidungsstufen, VI. Die Verkleidung und die Ordnungen, VII. Das Gelingen der Verkleidung, VIII. Verkleidung und Verwandlung.
- III. Kapitel: Die Gestaltung des Motivs in der Erzählung: I. Motivanalyse altfranzösischer Erzählungen, II. Analyse des Motivs in Beispielen aus modernen Erzählungen, III. Zusammenfassung.

## Ämter
Von 1968 bis 1973 war Lunin Präsident der Schweizerischen Gesellschaft für Psychologie.
Um 1987/88 war er Mitglied im wissenschaftlichen Beirat für die Schweizerische Zeitschrift für Psychologie.

## Herausgeberschaften
- Max Pulver: Das Bewusstsein. Oktober 1939. Aufbereitet von Vincent Lunin in Zusammenarbeit mit Johannes Pulver und Wulf Listenow. Schweizerische Graphologische Gesellschaft, Zürich 1990 (snl.ch Titelaufnahme).[6]

## Schriften
- Kleid und Verkleidung (= Studiorum Romanicorum collectio Turicensis. ZDB-ID 1346129-1, Vol. 7). Francke, Bern 1954, DNB 364359544 (Zugl.: Zürich, Dissertation; mit Inhaltsverzeichnis; mehrere Kapitel zum Thema Travestie).
- Zur Frage der Realisierung des Beratungsentscheides. Beobachtungen anhand von Studentenberatungen. In: Berufsberatung und Berufsbildung. Band 51, 1966, Nr. 1/2, S. 40–49 (slsp.ch Titelaufnahme).
- Akademische Berufsberatung. In: Festschrift zum 50jährigen Bestehen des kantonalen Jugendamtes. Jugendamt und Bezirksjugendsekretariate des Kt. Zürich, 1919–1969. Hrsg. von der Erziehungsdirektion des Kantons Zürich. Zürich 1969, S. 98–101 (slsp.ch Titelaufnahme).
- „Das Bewusstsein“ – zu einem unveröffentlichten Manuskript von Max Pulver (Oktober 1939). In: Zeitschrift für Menschenkunde. Jg. 55, 1991, Nr. 2, ISSN 0379-4458, S. 111–116 (snl.ch Titelaufnahme).